# 兰岭乡
兰岭乡，是中华人民共和国黑龙江省鸡西市滴道区下辖的一个乡镇级行政单位。

## 行政区划
兰岭乡下辖以下地区：
兰岭村、永台村、永胜村、大同村、平安村、新立村、河北村和新建村。